# Islamitische universiteit van Medina
De Islamitische universiteit van Medina (Arabisch: الجامعة الإسلامية بالمدينة المنورة, Engels: The Islamic University of Madinah) is door de overheid van Saoedi-Arabië opgericht in het jaar 1961 met het doel om de islamitische kennis wereldwijd te verspreiden. De universiteit is gevestigd in de Saoedische stad Medina.
Deze universiteit is gericht op het aanbieden van islamitische scholing op het niveau van het hoger onderwijs en academisch onderwijs. De universiteit kent de volgende faculteiten: Sharia (islamitisch recht), Koran, Dawah, Hadith en Arabische taal.
Ongeveer 80% van de ongeveer 6.000 studenten is afkomstig van buiten Saoedi-Arabië. De studenten van de universiteit komen vanuit de hele wereld om aan deze universiteit te studeren. Gemiddeld studeren er rond de 80 Nederlandse studenten in Medina. In het jaar 2015 is het hoogste aantal studenten ooit tegelijk aangenomen, 30. 
Op de universiteit kunnen de studenten een bachelor diploma halen maar ook het halen van een master of doctorstitel zijn mogelijk.  
Toen de universiteit werd geopend was de faculteit Sharia de eerste waar lessen werden gegeven.

## Arabisch
Studenten met weinig kennis van de Arabische taal kunnen op het terrein van de universiteit een tweejarige talenopleiding volgen aan een speciaal instituut.  Na het behalen van deze tweejarige cursus kan de student doorstromen naar een opleiding aan een van de faculteiten.